# Baghdad Bounedjah
Baghdad Bounedjah (en arabe : بغداد بونجاح), né le 24 novembre 1991 à Oran, en Algérie, est un footballeur international algérien qui évolue au poste d'attaquant à Al-Shamal SC.
Au cours de la CAN 2019, il marque l’unique but en finale face au Sénégal, qui est aussi le plus rapide inscrit en finale de la Coupe d'Afrique des nations.

## Biographie

### Débuts
En juin 2011, alors qu'il évolue au RCG Oran en Régionale II (sixième division algérienne), Baghdad Bounedjah est repéré par l'entraîneur de l'USM El Harrach (pensionnaire de Ligue 1), Boualem Charef, qui l'invite à passer des essais pour une période d'une semaine. Ces tests s'avéreront concluants pour Bounedjah qui signe dans la foulée chez les Jaune et Noir. 
Au cours de ces deux saisons passées au sein de l'USM El Harrach, Bounedjah se distingue et s'impose comme l'attaquant numéro un de son équipe et sera parmi les meilleurs buteurs du championnat.

#### Étoile sportive du Sahel
En juin 2013, il s'engage avec le club de Sousse, en Tunisie, l'Étoile sportive du Sahel, avec lequel il signe un contrat de trois ans. Ce transfert sera rendu officiel un mois plus tard, lorsque son ex-employeur, qui contestait ce transfert, eu transmis la lettre de libération de l’international espoirs algérien.
Il devient vite une pièce essentielle de l’ES Sahel, et termine meilleur buteur du championnat de Tunisie 2014 dès sa première année, en inscrivant quatorze buts en 23 matchs. Ce qui lui vaut de prolonger son contrat initial de trois ans, d'une année supplémentaire, le liant désormais au club jusqu’en juin 2017.
Le 27 juin 2014, Baghdad Bounedjah, décroche son premier titre avec l'Étoile sportive du Sahel. Le buteur algérien a offert la Coupe de Tunisie 2014 à son club aux dépens du CS sfaxien (1-0), en finale à Radès.

#### Al Sadd Sports Club

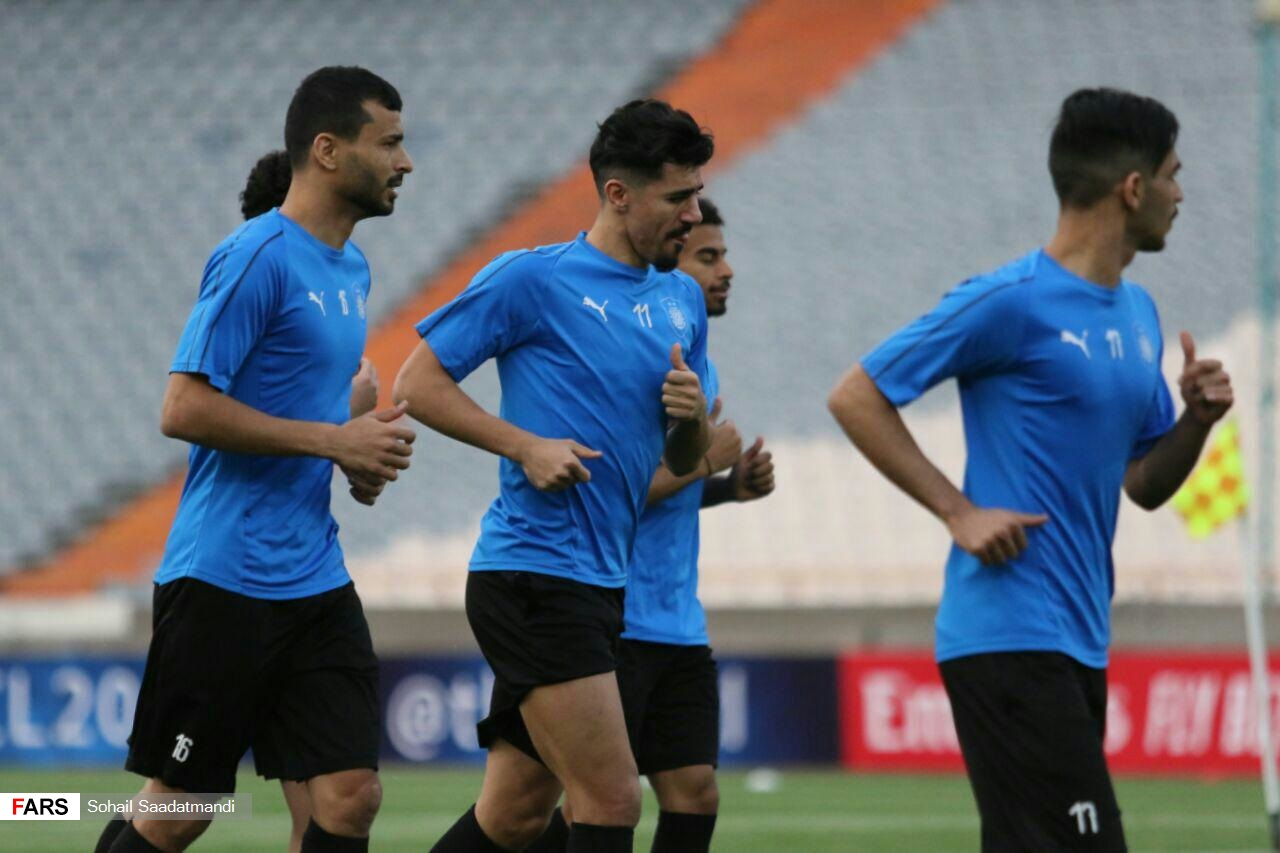
Bounedjah à l’entrainement avec Al Sadd SC, en 2019.

Le 29 avril 2015, l’attaquant international algérien Baghdad Bounedjah est transféré dans le club qatarien Al Sadd Sports Club, mais il est de retour à l’Étoile sportive du Sahel pour une période de prêt de six mois.
En effet, le club qatarien ayant déjà atteint son quota de joueurs étrangers, aurait décidé de laisser le joueur en prêt à la formation sahélienne pour la première partie de la saison avant de le réintégrer dans son effectif.
Auteur d'une saison exceptionnelle en 2018 (58 buts inscrits), le buteur algérien a notamment été annoncé dans le viseur de l’Olympique de Marseille ou encore de Leeds United (dirigé par Marcelo Bielsa). L’attaquant algérien a finalement signé un nouveau bail avec son club Al Sadd jusqu’en 2024.
Le 30 mars 2019, face à Al-Duhail SC, il devient le meilleur buteur en matchs officiels de l'histoire de Al Sadd SC en inscrivant son 105e but, devant Carlos Tenorio. Il clôt sa saison avec 39 buts en 22 matchs seulement et est sacré meilleur buteur.

### Carrière internationale
En septembre 2011, Bounedjah est appelé par Azzedine Aït Djoudi en équipe d'Algérie olympique pour une double confrontation amicale contre USM Blida et NA Hussein Dey. Le 4 octobre 2011, il est sélectionné à la surprise générale en équipe d'Algérie, par Vahid Halilhodžić, lors des qualifications a la Coupe d'Afrique des nations 2012 contre la République centrafricaine, en prévision d’une éventuelle défection de Rafik Djebbour sur blessure. Mais Rafik Djebbour ayant finalement été déclaré apte au service, Bounedjah a été mis à la disposition des olympiques.
Le 16 novembre 2011, il est sélectionné en équipe d'Algérie olympique pour participer au Championnat d'Afrique des nations des moins de 23 ans au Maroc, qualificatif aux JO de Londres 2012.
Le 27 octobre 2014, il est sélectionné en équipe d'Algérie par Christian Gourcuff. Ce dernier fait appel à ses services pour la double confrontation face à l'Éthiopie et le Mali comptant pour la qualification à la Coupe d'Afrique des nations 2015 en Guinée équatoriale.
En prévision de la Coupe d'Afrique des nations 2017 au Gabon, le joueur figure dans la liste des 23 joueurs algériens appelés par le sélectionneur national Georges Leekens. En 2018, il finit meilleur buteur de l'équipe d'Algérie avec six buts et remporte le Ballon d'or algérien cette même année.
Deux ans plus tard, Bounedjah est l'attaquant de pointe titulaire de la sélection lors de la Coupe d'Afrique des Nations 2019. Malgré un seul but marqué, Bounedjah réalise de très bonnes prestations et la sélection algérienne se qualifie pour la finale où il marquera l'unique but de la rencontre sur l'unique frappe de son équipe , qui sacrera son pays pour la seconde fois de son histoire. Il n’est pas retenu par Djamel Belmadi pour participer au barrage de qualification pour la coupe du monde 2022 contre le Cameroun.
En janvier 2022, Il fait partie des joueurs sélectionnés pour participer à la Coupe d'Afrique des nations 2021 où L'Algérie sort dès le premier tour. Le 29 décembre 2023, il est retenu dans la liste des vingt-sept joueurs algériens sélectionnés par Djamel Belmadi pour disputer la Coupe d'Afrique des nations 2023.

## Statistiques

### En club
| Saison                | Club                  | Championnat           | Championnat | Championnat | Championnat | Coupe nationale | Coupe nationale | Coupe nationale | Coupe de la Ligue | Coupe de la Ligue | Coupe de la Ligue | Supercoupe | Supercoupe | Supercoupe | Compétition(s) continentale(s) | Compétition(s) continentale(s) | Compétition(s) continentale(s) | Compétition(s) continentale(s) | Autres compétitions | Autres compétitions | Autres compétitions | Autres compétitions | Total | Total | Total |
| Saison                | Club                  | Division              | M.          | B.          | P.d.        | M.              | B.              | P.d.            | M.                | B.                | P.d.              | M.         | B.         | P.d.       | Comp.                          | M.                             | B.                             | P.d.                           | Comp.               | M.                  | B.                  | P.d.                | M.    | B.    | P.d.  |
| 2011-2012             | USM El Harrach        | Ligue 1               | 20          | 6           | 2           | 5               | 2               | 1               | -                 | -                 | -                 | -          | -          | -          | -                              | -                              | -                              | -                              | -                   | -                   | -                   | -                   | 25    | 8     | 3     |
| 2012-2013             | USM El Harrach        | Ligue 1               | 28          | 10          | 6           | 1               | 1               | 0               | -                 | -                 | -                 | -          | -          | -          | -                              | -                              | -                              | -                              | -                   | -                   | -                   | -                   | 29    | 11    | 6     |
| Sous-total            | Sous-total            | Sous-total            | 48          | 16          | 8           | 6               | 3               | 1               | -                 | -                 | -                 | -          | -          | -          | -                              | -                              | -                              | -                              | -                   | -                   | -                   | -                   | 54    | 19    | 9     |
| 2013-2014             | ES Sahel              | Ligue 1 Pro           | 24          | 14          | 4           | 2               | 1               | 0               | -                 | -                 | -                 | -          | -          | -          | CAF2                           | 2                              | 2                              | -                              | -                   | -                   | -                   | -                   | 28    | 17    | 4     |
| 2014-2015             | ES Sahel              | Ligue 1 Pro           | 22          | 11          | 6           | 5               | 6               | 0               | -                 | -                 | -                 | -          | -          | -          | CAF2                           | 12                             | 7                              | -                              | -                   | -                   | -                   | -                   | 39    | 24    | 6     |
| 2015-2016             | ES Sahel              | Ligue 1 Pro           | 2           | 1           | 0           | -               | -               | -               | -                 | -                 | -                 | -          | -          | -          | CAF2                           | 7                              | 4                              | -                              | -                   | -                   | -                   | -                   | 9     | 5     | 0     |
| Sous-total            | Sous-total            | Sous-total            | 48          | 26          | 10          | 7               | 7               | 0               | -                 | -                 | -                 | -          | -          | -          | -                              | 21                             | 13                             | -                              | -                   | -                   | -                   | -                   | 76    | 46    | 10    |
| 2015-2016             | Al Sadd SC            | Qatar Stars League    | 6           | 3           | 2           | 4               | 4               | 0               | -                 | -                 | -                 | -          | -          | -          | -                              | -                              | -                              | -                              | -                   | -                   | -                   | -                   | 10    | 7     | 2     |
| 2016-2017             | Al Sadd SC            | Qatar Stars League    | 20          | 24          | 4           | 3               | 5               | 0               | -                 | -                 | -                 | 1          | 1          | 1          | ACL                            | 1                              | 0                              | 0                              | -                   | -                   | -                   | -                   | 25    | 30    | 5     |
| 2017-2018             | Al Sadd SC            | Qatar Stars League    | 11          | 16          | 1           | 1               | 3               | 0               | -                 | -                 | -                 | 2          | 0          | 1          | ACL                            | 12                             | 13                             | 3                              | -                   | -                   | -                   | -                   | 26    | 32    | 5     |
| 2018-2019             | Al Sadd SC            | Qatar Stars League    | 22          | 39          | 11          | 3               | 3               | 0               | -                 | -                 | -                 | -          | -          | -          | ACL                            | 11                             | 3                              | 2                              | -                   | -                   | -                   | -                   | 36    | 45    | 13    |
| 2019-2020             | Al Sadd SC            | Qatar Stars League    | 21          | 14          | 6           | 1               | 2               | 1               | 2                 | 3                 | 0                 | 2          | 2          | 0          | ACL                            | 6                              | 4                              | 3                              | CMC                 | 3                   | 3                   | 1                   | 35    | 28    | 11    |
| 2020-2021             | Al Sadd SC            | Qatar Stars League    | 19          | 21          | 6           | 5               | 6               | 1               | 1                 | 0                 | 0                 | 2          | 2          | 0          | ACL                            | 6                              | 1                              | 1                              | -                   | -                   | -                   | -                   | 33    | 30    | 8     |
| 2021-2022             | Al Sadd SC            | Qatar Stars League    | 17          | 13          | 5           | 2               | 1               | 0               | -                 | -                 | -                 | -          | -          | -          | ACL                            | 3                              | 0                              | 0                              | -                   | -                   | -                   | -                   | 22    | 14    | 5     |
| 2022-2023             | Al Sadd SC            | Qatar Stars League    | 21          | 12          | 8           | 4               | 3               | 2               | 4                 | 4                 | 0                 | 2          | 1          | 0          | -                              | -                              | -                              | -                              | -                   | -                   | -                   | -                   | 31    | 20    | 10    |
| 2023-2024             | Al Sadd SC            | Qatar Stars League    | 20          | 8           | 4           | 4               | 2               | 0               | -                 | -                 | -                 | 0          | 0          | 0          | ACL                            | 6                              | 5                              | 0                              | UAFA                | 4                   | 1                   | 2                   | 34    | 16    | 6     |
| Sous-total            | Sous-total            | Sous-total            | 157         | 150         | 48          | 27              | 29              | 4               | 7                 | 7                 | 0                 | 9          | 6          | 2          | -                              | 45                             | 26                             | 9                              | -                   | 7                   | 4                   | 3                   | 252   | 222   | 66    |
| 2024-2025             | Al-Shamal SC          | Qatar Stars League    | 21          | 18          | 8           | 2               | 1               | 1               | -                 | -                 | -                 | -          | -          | -          | -                              | -                              | -                              | -                              | -                   | -                   | -                   | -                   | 23    | 19    | 9     |
| 2025-2026             | Al-Shamal SC          | Qatar Stars League    | 1           | 0           | 0           | -               | -               | -               | -                 | -                 | -                 | -          | -          | -          | -                              | -                              | -                              | -                              | -                   | -                   | -                   | -                   | 1     | 0     | 0     |
| Sous-total            | Sous-total            | Sous-total            | 22          | 18          | 8           | 2               | 1               | 1               | -                 | -                 | -                 | -          | -          | -          | -                              | -                              | -                              | -                              | -                   | -                   | -                   | -                   | 24    | 19    | 9     |
| Total sur la carrière | Total sur la carrière | Total sur la carrière | 275         | 210         | 74          | 42              | 40              | 6               | 7                 | 7                 | 0                 | 9          | 6          | 2          | -                              | 66                             | 39                             | 9                              | -                   | 7                   | 4                   | 3                   | 406   | 306   | 94    |

### En sélection nationale
| Saison                | Sélection             | Phases finales            | Phases finales | Phases finales | Phases finales | Éliminatoires CDM | Éliminatoires CDM | Éliminatoires CDM | Éliminatoires CAN | Éliminatoires CAN | Éliminatoires CAN | Matchs amicaux | Matchs amicaux | Matchs amicaux | Total | Total | Total |
| Saison                | Sélection             | Compétition               | M              | B              | Pd             | M                 | B                 | Pd                | M                 | B                 | Pd                | M              | B              | Pd             | M     | B     | Pd    |
| --------------------- | --------------------- | ------------------------- | -------------- | -------------- | -------------- | ----------------- | ----------------- | ----------------- | ----------------- | ----------------- | ----------------- | -------------- | -------------- | -------------- | ----- | ----- | ----- |
| 2014-2015             | Algérie               | -                         | -              | -              | -              | -                 | -                 | -                 | 1                 | 0                 | 0                 | -              | -              | -              | 1     | 0     | 0     |
| 2015-2016             | Algérie               | -                         | -              | -              | -              | 1                 | 0                 | 0                 | 1                 | 0                 | 0                 | 2              | 0              | 0              | 4     | 0     | 0     |
| 2016-2017             | Algérie               | CAN 2017                  | 2              | 0              | 0              | 1                 | 0                 | 0                 | -                 | -                 | -                 | 1              | 1              | 1              | 4     | 1     | 1     |
| 2017-2018             | Algérie               | -                         | -              | -              | -              | 1                 | 0                 | 0                 | -                 | -                 | -                 | 5              | 3              | 1              | 6     | 3     | 1     |
| 2018-2019             | Algérie               | CAN 2019                  | 7              | 2              | 1              | -                 | -                 | -                 | 4                 | 3                 | 0                 | 4              | 4              | 0              | 15    | 9     | 1     |
| 2019-2020             | Algérie               | -                         | -              | -              | -              | -                 | -                 | -                 | 2                 | 2                 | 0                 | 2              | 1              | 1              | 4     | 3     | 1     |
| 2020-2021             | Algérie               | -                         | -              | -              | -              | -                 | -                 | -                 | 4                 | 2                 | 1                 | 4              | 2              | 0              | 8     | 4     | 1     |
| 2021-2022             | Algérie               | Coupe arabe 2021 CAN 2021 | 5+3            | 2+0            | 2+0            | 6                 | 2                 | 2                 | -                 | -                 | -                 | 1              | 0              | 0              | 15    | 4     | 4     |
| 2022-2023             | Algérie               | -                         | -              | -              | -              | -                 | -                 | -                 | 2                 | 1                 | 0                 | 1              | 0              | 0              | 3     | 1     | 0     |
| 2023-2024             | Algérie               | CAN 2023                  | 3              | 3              | 0              | 3                 | 1                 | 1                 | 0                 | 0                 | 0                 | 5              | 1              | 0              | 11    | 5     | 1     |
| 2024-2025             | Algérie               | -                         | -              | -              | -              | -                 | -                 | -                 | 5                 | 2                 | 0                 | 2              | 0              | 0              | 7     | 2     | 0     |
| Total sur la carrière | Total sur la carrière | Total sur la carrière     | 20             | 7              | 3              | 12                | 3                 | 3                 | 19                | 10                | 1                 | 27             | 12             | 3              | 78    | 32    | 10    |

### Matchs internationaux
Le tableau suivant liste les rencontres de l'équipe d'Algérie dans lesquelles Baghdad Bounedjah a été sélectionné depuis le 15 novembre 2014 jusqu'à présent.

## Palmarès

### Palmarès en club
| USM El Harrach                     | ES Sahel (3) | Al-Sadd SC (13) |
| ---------------------------------- | --- | --- |
| - Ligue 1 : - Vice-champion : 2013 | - Ligue 1 Pro : - Vice-champion : 2015 - Coupe de Tunisie (2) : - Vainqueur : 2014 et 2015 - Coupe confédération CAF (1) : - Vainqueur : 2015 | - Qatar Stars League (4) : - Champion : 2019, 2021, 2022 et 2024 - Vice-champion : 2017 et 2018 - Amir Cup (4) : - Vainqueur : 2017, 2020, 2021 et 2024 - Finaliste : 2016, 2019 et 2023 - Qatar Cup (3) : - Vainqueur : 2017, 2020 et 2021 - Finaliste : 2018 et 2023 - Sheikh Jassem Cup (1) : - Vainqueur : 2017 - Qatari Stars Cup (1) : - Vainqueur : 2020 |

### Palmarès en sélection nationale
Avec la sélection algérienne, Baghdad Bounedjah remporte la Coupe d'Afrique des nations de football 2019 et la Coupe arabe de la FIFA 2021.
| Algérie (2)                                                                                            |
| --- |
| - Coupe d'Afrique des nations (1) - Vainqueur en 2019 - Coupe Arabe de la FIFA (1) - Vainqueur en 2021 |

## Distinctions personnelles
- Élu Ballon d'or algérien en 2018.
- Élu meilleur joueur étranger du Championnat de Tunisie en 2013-2014[11].
- Meilleur buteur du Championnat du Qatar 2016-2017 avec l'Al Sadd SC (24 buts).
- Meilleur buteur du Championnat du Qatar 2018-2019 avec l'Al Sadd SC (39 buts)[12].
- Meilleur buteur du Championnat du Qatar 2020-2021 avec l'Al Sadd SC (21 buts)
- Meilleur buteur de la Ligue des champions de l'AFC 2018 avec l'Al Sadd SC (13 buts).
- Meilleur buteur du Championnat de Tunisie 2013-2014 avec l'ES Sahel (14 buts)[13].
- Meilleur buteur de la Coupe de la confédération 2015 avec l'ES Sahel (6 buts).
- Membre de l'équipe-type du Championnat du Qatar en 2017-2018 , 2018-2019 et 2019-2020.
- Membre de l’équipe-type France Football du Maghreb en 2018[14].
- Membre de l'équipe-type africaine de l'année en 2015.
- Meilleur buteur du monde de l'année civile 2018 (59 buts)[15].
- Meilleur buteur de la Coupe du Monde des Clubs de la FIFA 2019

## Décorations
- Achir de l'ordre du Mérite national d'Algérie.